# Ochthoeca
Ochthoeca is een geslacht van zangvogels uit de familie tirannen (Tyrannidae).

## Soorten
Het geslacht kent de volgende soorten:
- Ochthoeca cinnamomeiventris – Grijsrugtapuittiran
- Ochthoeca fumicolor – Bruinrugtapuittiran
- Ochthoeca leucophrys – Witbrauwtapuittiran
- Ochthoeca nigrita – Zwarte tapuittiran
- Ochthoeca oenanthoides – D'Orbigny's tapuittiran
- Ochthoeca piurae – Piuratapuittiran
- Ochthoeca rufipectoralis – Roodborsttapuittiran
- Ochthoeca thoracica – Kastanjebandtapuittiran
- Ochthoeca superciliosa – Roestbrauwtapuittiran